# غزه (آیووا)
غزه (به انگلیسی: Gaza) یک منطقهٔ مسکونی در ایالات متحده آمریکا است که در آیووا قرار دارد. غزه ۴۵۵٫۹۹ متر بالاتر از سطح دریا واقع شده‌است.